# Peacock-Wiseman-Hypothese
Die Peacock-Wiseman-Hypothese (auch Niveauverschiebungseffekt oder Niveauverschiebungshypothese genannt) ist ein Erklärungsversuch für den fortlaufenden Anstieg der Staatsquote. Sie wurde 1961 durch Alan T. Peacock und Jack Wiseman in der Studie The Growth of Public Expenditure in the United Kingdom aufgestellt.

## Kerngedanke
Peacock und Wiseman gehen davon aus, dass in sozialen Krisensituation wie Kriegen der Widerstand der Bevölkerung gegen höhere Steuern und die damit einhergehende Erhöhung der Staatsquote gering ist. Sobald nun die Krisensituation beendet ist, hat sich die Bevölkerung an die hohen Abgaben gewöhnt. Die Staatsquote wird nur bedingt wieder verringert. Der Verlauf der Staatsquote im Zeitverlauf hätte demnach die Form einer Treppe (Pseudotrend).

## Bewertung
Die Hypothese deckt sich nur bedingt mit der Empirie. Tatsächlich konnte man einen kontinuierlichen Verlauf der Staatsquote beobachten und keinen treppenartigen. In Krisenzeiten gab es oft nur eine kurzfristige Abweichung und nach deren Ende eine Rückkehr zum Trend. Die Hypothese ist daher wenig befriedigend.